# Дельштедт (Шлезвіг-Гольштейн)
Дельштедт (нім. Dellstedt) — громада в Німеччині, розташована в землі Шлезвіг-Гольштейн. Входить до складу району Дітмаршен. Складова частина об'єднання громад КЛГ-Айдер.
Площа — 21,77 км2. Населення становить 716 ос. (станом на 31 грудня 2020).